# Josia Thugwane
Josia Thugwane (* 15. dubna 1971 Bethal) je jihoafrický atlet, maratonec, olympijský vítěz z roku 1996 v Atlantě.
Jeho prvním mezinárodním úspěchem bylo vítězství na maratonu v Honolulu v roce 1995. Při olympijském maratonu na olympiádě v Atlantě běžel dlouho v početné vedoucí sklupině. Na 35. kilometru se odpoutal společně s Korejcem Lee Bong-ju a Keňanem Erickem Wainainem. V cíli zvítězil o pouhé 3 sekundy před reprezentantem Jižní Koreje a o osm sekund před keňským reprezentantem.
O rok později se stal vítězem tradičního maratonu v japonské Fukoace. Na olympiádě v roce 2000 v Sydney už tak úspěšný nebyl, skončil na dvacátém místě.
Stal se prvním reprezentantem Jihoafrické republiky černé pleti, který pro svoji vlast získal zlatou olympijskou medaili.